# Vláda Aslana Bžaniji
Vláda Aslana Bžaniji vzešla po předčasných prezidentských volbách v Abcházii v roce 2020 poté, co předešlý prezident Raul Chadžimba rezignoval. Jedná se o současnou vládu této částečně mezinárodně uznané republiky.

## Vývoj
- Formování vlády: 28. dubna 2020 bylo rozhodnuto o strukturálním složení vládní moci: premiér, první místopředseda vlády, 3 řadoví místopředsedové vlády, 14 ministrů, 8 předsedů státních výborů.[1] Zároveň byl jmenován první místopředseda vlády Beslan Džopva a řadový místopředseda vlády a ministr financí Vladimir Dělba.[2][3] O den později byli jmenováni staronovým ministrem zdravotnictví Tamaz Cachnakija[4], staronovým ministrem pro mimořádné situace Lev Kvicinija[5] a dále byl jmenován ministrem sociálních věcí Ruslan Adžba,[6] 30. dubna byl jmenován ministrem vnitra Dmitrij Dbar[7] a staronovým ministrem daní a poplatků se stal Daur Kurmazija.[8] 4. května byla jmenována ministryní hospodářství a vicepremiérkou Kristina Ozganová.[9] 12. května byl Teimuraz Chižba jmenován ministrem turistického ruchu[10], dále byl jako dočasné řešení dosazen na pozici šéfa Státní bezpečnostní služby generálmajor Vladimir Arlan.[11] Dne 20. května byli jmenováni tři předsedové státních výborů: statistiky, telekomunikace a ekologie.[12] 21. května pak byli uvedeni do funkcí další dva předsedové státních výborů: mládeže a repatriace.[13] 27. května byl uveden do úřadu předseda státního výboru norem Galust Trapizonjan.[14] 1. června byl do funkce ministra obrany uveden generálplukovník Vladimir Anua, dosavadní náměstek ministra obrany.[15] 5. června byl Gudisa Agrba jmenován ministrem kultury.[16] 19. června se stali ministrem zemědělství první místopředseda vlády Beslan Džopva a ministrem školství Inal Gablija.[17][18] 6. července 2020 byl Anri Barcic jmenován ministrem spravedlnosti.[19] 15. července byl jmenován staronovým ministrem zahraničí Daur Kove.[20] 22. července byl Guram Inapšba jmenován staronovým předsedou celního výboru[21] a Beslan Kubrava byl jmenován novým předsedou výboru pro správu státního majetku.[22] Zároveň byl téhož dne vybrán třetím místopředsedou vlády Sergej Pustovalov[23] a staronovým šéfem personálního odboru vlády David Sangulija.[24] 28. července byl jmenován tajemníkem bezpečnostní rady státu Sergej Šamba.[25]
- 18. května 2020 prezident dekretem jmenoval Roberta Kijuta zástupcem ředitele Státní bezpečnostní služby a zároveň ho dočasně pověřil výkonem pravomocí ředitele této složky, neboť Vladimir Arlan v této funkci skončil po necelém týdnu.[26]
- 4. února 2021 odstoupil z funkce ministra daní a poplatků Daur Kurmazija. Vedením ministerstva byl dočasně pověřen jeho náměstek Merab Logva.[27]
- 10. února 2021 potvrdil Bžanija ve funkci ředitele Státní bezpečnostní služby Roberta Kijuta, jenž tuto funkci coby zástupce vykonával dosud jen dočasně.[28] Téhož dne byl Guram Inapšba povýšen do hodnosti generálmajora, odvolán z funkce předsedy Státního celního výboru a přidělen k jiné pozici. Funkci dva dny vykonával jeho náměstek Alias Labachva[29] a 12. února byl vybrán a jmenován nový předseda Státního celního výboru Otar Checija.[30]
- 11. května 2021 byl z funkce ministra zdravotnictví odvolán Tamaz Cachnakija[31], jenž o uvolnění z funkce požádal po čtyřech letech práce na vlastní žádost, a nahradil ho podnikatel Eduard Butba.[32] Téhož dne byl jmenován novým ministrem daní a poplatků ekonom, někdejší ministr financí a někdejší místopředseda vlády Džansuch Nanba.[33]
- 17. listopadu 2021 byl odvolán ministr zahraničí Daur Kove, jemuž bylo nabídnuto místo náměstka tajemníka bezpečnostní rady státu. Novým ministrem zahraničí se stal Inal Ardzinba.[34][35]
- 2. prosince 2021 byl odvolán ministr vnitra Dmitrij Dbar, který byl jmenován novým velitelem Státní bezpečnosti Republiky Abcházie. Vedením ministerstva vnitra byl dočasně pověřen první náměstek ministra vnitra generálmajor Ruslan Ažiba.[36] Dbarovým oficiálním nástupcem se stal 6. prosince Walter Butba.[37][38]
- 11. února 2022 byl Gudisa Agrba na vlastní žádost odvolán z funkce ministra kultury. Jeho náměstkyně Dinara Smyrová byla dočasně pověřena výkonem funkce.[39]
- 6. dubna 2022 se do abchazské vlády vrátil Daur Kove a přijal nabídku na pozici abchazského ministra kultury.[40]
- 18. dubna 2022 byl z funkce předsedy Státního výboru norem a spotřebitelského a technického dohledu odvolán Galust Trapizonjan, jenž byl zvolen poslancem Abchazského lidového shromáždění, a dle zákonů nelze skloubit funkci poslance s jinými činnostmi. Jeho nástupcem byl jmenován Narsou Sangulija.[41]
- 12. srpna 2022 na vlastní žádost skončil ve funkci ředitele prezidentské kanceláře Alchas Kvicinija.[42] Na jeho místo tedy nastoupil dosavadní ministr daní a poplatků Džansuch Nanba, jehož na ministerském postu dočasně vystřídal jeho náměstek Merab Logva.[43][44] 19. srpna pak prezident Bžanija jmenoval dosavadního ředitele odboru zdanění fyzických osob Michaila Gabeliju do funkce ministra daní a poplatků řádného nástupce Nanby.[45]
- 13. června 2023 došlo po delší době ke změně ve vládě, když byl z funkce ministra vnitra odvolán Walter Butba. Na jeho místo nastoupil dosavadní ředitel Státní bezpečnostní služby Robert Kijut.[46] Místo něj dočasně Státní bezpečnostní službu vedl náměstek, podplukovník Zaal Chvarckija. Až teprve 1. září byl jmenován Kijutův oficiální nástupce, plukovník Temur Achiba.[47]
- 30. října 2023 byl ministr kultury Daur Kove převeden na jinou pozici a odvolán z ministerské funkce. Na jeho místo se toho dne vrátila dosavadní náměstkyně Dinara Smyrová coby úřadující ministryně kultury.[48]
- 1. září 2023 rezignoval na funkci místopředsedy vlády Sergej Pustovalov.[49][50]
- 4. září 2023 sepsal Džansuch Nanba svůj rezignační dopis a opustil funkci ředitele prezidentské kanceláře.[51] Jeho nástupcem byl jmenován Abesalom Kvarčija.[52]
- 1. listopadu 2023 požádal ministr zemědělství Beslan Džopva o uvolnění z funkce prvního místopředsedy vlády při ponechání ministerské funkce.[53] Jeho nástupcem se stal podepsáním prezidentského dekretu Džansuch Nanba, bývalý ředitel prezidentské kanceláře.[54]
- 7. května 2024 byl z funkce ministra zahraničí odvolán Inal Ardzinba, který hodlal opustit politiku a začít pracovat dle spekulací v Rusku jako televizní moderátor. Jeho dočasným nástupcem se stal náměstek Irakli Tužba.[55][56] Až 6. srpna byl do funkce ministra zahraničí jmenován dosavadní tajemník bezpečnostní rady státu Sergej Šamba.[57] Šambu nahradil téhož dne v pozici tajemníka bezpečnostní rady Raul Lolua.[58]
- 26. července 2024 byl odvolán z funkce ředitele Státní bezpečnostní služby Temur Achiba, jelikož byl převeden na jinou práci v ozbrojených složkách Abcházie. Na jeho místo nastoupil téhož dne podplukovník Dmitrij Kučuberija jako dočasná náhrada, avšak 8. srpna byl dekretem prezidenta potvrzen jako řádný ředitel.[59][60]
- 19. listopadu 2024 Aslan Bžanija rezignoval na funkci prezidenta Abcházie na základě dohody s představiteli opozice, kteří proti němu vedli mohutné protesty a bouře a obsadili vládní budovy z důvodu, že Bžanija chtěl prosadit pro Abcházii a jeho obyvatele nevýhodnou dohodu s Ruskou federací, která by umožňovala zahraničním osobám skupovat majetky v Abcházii ve velkém a závažně by poškodila zájmy domácího obyvatelstva. Výkon hlavy státu dočasně přebral viceprezident Badra Gunba a ve funkci skončil i premiér Aleksandr Ankvab, jehož nahradil Valerij Bganba. Ostatní členové vlády zůstávají na svých postech.[61]

## Seznam členů vlády
|                                                                                  |                                                      |                                                      |                                                      |                                                      |                                                      |                                                      |                                                      |                                                      |                                                      |                                         |
| Prezidentská kancelář                                                            |                                                      |                                                      |                                                      |                                                      |                                                      |                                                      |                                                      |                                                      |                                                      |                                         |
| Prezident Abcházie                                                               | Aslan Bžanija 23. dubna 2020 – 19. listopadu 2024    | Aslan Bžanija 23. dubna 2020 – 19. listopadu 2024    | Aslan Bžanija 23. dubna 2020 – 19. listopadu 2024    | Aslan Bžanija 23. dubna 2020 – 19. listopadu 2024    | Aslan Bžanija 23. dubna 2020 – 19. listopadu 2024    | Aslan Bžanija 23. dubna 2020 – 19. listopadu 2024    | Aslan Bžanija 23. dubna 2020 – 19. listopadu 2024    | Aslan Bžanija 23. dubna 2020 – 19. listopadu 2024    | Aslan Bžanija 23. dubna 2020 – 19. listopadu 2024    | Badra Gunba od 19. listopadu 2024       |
| Viceprezident                                                                    | Badra Gunba 23. dubna 2020 – 19. listopadu 2024      | Badra Gunba 23. dubna 2020 – 19. listopadu 2024      | Badra Gunba 23. dubna 2020 – 19. listopadu 2024      | Badra Gunba 23. dubna 2020 – 19. listopadu 2024      | Badra Gunba 23. dubna 2020 – 19. listopadu 2024      | Badra Gunba 23. dubna 2020 – 19. listopadu 2024      | Badra Gunba 23. dubna 2020 – 19. listopadu 2024      | Badra Gunba 23. dubna 2020 – 19. listopadu 2024      | Badra Gunba 23. dubna 2020 – 19. listopadu 2024      | funkce neobsazena                       |
| Ředitel prezidentské kanceláře                                                   | Alchas Kvicinija 24. dubna 2020 – 12. srpna 2022     | Alchas Kvicinija 24. dubna 2020 – 12. srpna 2022     | Alchas Kvicinija 24. dubna 2020 – 12. srpna 2022     | Alchas Kvicinija 24. dubna 2020 – 12. srpna 2022     | Alchas Kvicinija 24. dubna 2020 – 12. srpna 2022     | Alchas Kvicinija 24. dubna 2020 – 12. srpna 2022     | Alchas Kvicinija 24. dubna 2020 – 12. srpna 2022     | Džansuch Nanba 12. srpna 2022 – 1. listopadu 2023    | Abesalom Kvarčija od 4. září 2023                    | Abesalom Kvarčija od 4. září 2023       |
| Tajemník bezpečnostní rady státu                                                 | Sergej Šamba 28. července 2020 – 6. srpna 2024       | Sergej Šamba 28. července 2020 – 6. srpna 2024       | Sergej Šamba 28. července 2020 – 6. srpna 2024       | Sergej Šamba 28. července 2020 – 6. srpna 2024       | Sergej Šamba 28. července 2020 – 6. srpna 2024       | Sergej Šamba 28. července 2020 – 6. srpna 2024       | Sergej Šamba 28. července 2020 – 6. srpna 2024       | Sergej Šamba 28. července 2020 – 6. srpna 2024       | Sergej Šamba 28. července 2020 – 6. srpna 2024       | Raul Lolua od 6. srpna 2024             |
| Ředitel Státní bezpečnostní služby                                               | Vladimir Arlan 12. – 18. května 2020                 | Robert Kijut 18. května 2020 – 13. června 2023       | Robert Kijut 18. května 2020 – 13. června 2023       | Robert Kijut 18. května 2020 – 13. června 2023       | Robert Kijut 18. května 2020 – 13. června 2023       | Robert Kijut 18. května 2020 – 13. června 2023       | Robert Kijut 18. května 2020 – 13. června 2023       | Zaal Chvarckija 13. června – 1. září 2023            | Temur Achiba 1. září 2023 – 26. července 2024        | Dmitrij Kučuberija od 26. července 2024 |
| Vláda:                                                                           |                                                      |                                                      |                                                      |                                                      |                                                      |                                                      |                                                      |                                                      |                                                      |                                         |
| Předseda vlády                                                                   | Aleksandr Ankvab 24. dubna 2020 – 19. listopadu 2024 | Aleksandr Ankvab 24. dubna 2020 – 19. listopadu 2024 | Aleksandr Ankvab 24. dubna 2020 – 19. listopadu 2024 | Aleksandr Ankvab 24. dubna 2020 – 19. listopadu 2024 | Aleksandr Ankvab 24. dubna 2020 – 19. listopadu 2024 | Aleksandr Ankvab 24. dubna 2020 – 19. listopadu 2024 | Aleksandr Ankvab 24. dubna 2020 – 19. listopadu 2024 | Aleksandr Ankvab 24. dubna 2020 – 19. listopadu 2024 | Aleksandr Ankvab 24. dubna 2020 – 19. listopadu 2024 | Valerij Bganba od 19. listopadu 2024    |
| První místopředseda vlády                                                        | Beslan Džopva od 28. dubna 2020 – 1. listopadu 2023  | Beslan Džopva od 28. dubna 2020 – 1. listopadu 2023  | Beslan Džopva od 28. dubna 2020 – 1. listopadu 2023  | Beslan Džopva od 28. dubna 2020 – 1. listopadu 2023  | Beslan Džopva od 28. dubna 2020 – 1. listopadu 2023  | Beslan Džopva od 28. dubna 2020 – 1. listopadu 2023  | Beslan Džopva od 28. dubna 2020 – 1. listopadu 2023  | Beslan Džopva od 28. dubna 2020 – 1. listopadu 2023  | Džansuch Nanba od 1. listopadu 2023                  | Džansuch Nanba od 1. listopadu 2023     |
| Místopředsedové vlády                                                            | Vladimir Dělba od 28. dubna 2020                     | Vladimir Dělba od 28. dubna 2020                     | Vladimir Dělba od 28. dubna 2020                     | Vladimir Dělba od 28. dubna 2020                     | Vladimir Dělba od 28. dubna 2020                     | Vladimir Dělba od 28. dubna 2020                     | Vladimir Dělba od 28. dubna 2020                     | Vladimir Dělba od 28. dubna 2020                     | Vladimir Dělba od 28. dubna 2020                     | Vladimir Dělba od 28. dubna 2020        |
| Místopředsedové vlády                                                            | Kristina Ozganová od 4. května 2020                  |                                                      |                                                      |                                                      |                                                      |                                                      |                                                      |                                                      |                                                      |                                         |
| Místopředsedové vlády                                                            | funkce neobsazena                                    | Sergej Pustovalov 22. července 2020 – 1. září 2023   | Sergej Pustovalov 22. července 2020 – 1. září 2023   | Sergej Pustovalov 22. července 2020 – 1. září 2023   | Sergej Pustovalov 22. července 2020 – 1. září 2023   | Sergej Pustovalov 22. července 2020 – 1. září 2023   | Sergej Pustovalov 22. července 2020 – 1. září 2023   | Sergej Pustovalov 22. července 2020 – 1. září 2023   | funkce neobsazena                                    | funkce neobsazena                       |
| Ředitel personálního odboru                                                      | David Sangulija od 22. července 2020                 | David Sangulija od 22. července 2020                 | David Sangulija od 22. července 2020                 | David Sangulija od 22. července 2020                 | David Sangulija od 22. července 2020                 | David Sangulija od 22. července 2020                 | David Sangulija od 22. července 2020                 | David Sangulija od 22. července 2020                 | David Sangulija od 22. července 2020                 | David Sangulija od 22. července 2020    |
| Ministři vlády:                                                                  |                                                      |                                                      |                                                      |                                                      |                                                      |                                                      |                                                      |                                                      |                                                      |                                         |
| Ministr obrany                                                                   | Vladimir Anua od 1. června 2020                      | Vladimir Anua od 1. června 2020                      | Vladimir Anua od 1. června 2020                      | Vladimir Anua od 1. června 2020                      | Vladimir Anua od 1. června 2020                      | Vladimir Anua od 1. června 2020                      | Vladimir Anua od 1. června 2020                      | Vladimir Anua od 1. června 2020                      | Vladimir Anua od 1. června 2020                      | Vladimir Anua od 1. června 2020         |
| Ministr vnitra                                                                   | Dmitrij Dbar 30. dubna 2020 – 2. prosince 2021       | Dmitrij Dbar 30. dubna 2020 – 2. prosince 2021       | Dmitrij Dbar 30. dubna 2020 – 2. prosince 2021       | Ruslan Ažiba 2. prosince – 6. prosince 2021          | Walter Butba 6. prosince 2021 – 13. června 2023      | Walter Butba 6. prosince 2021 – 13. června 2023      | Walter Butba 6. prosince 2021 – 13. června 2023      | Walter Butba 6. prosince 2021 – 13. června 2023      | Robert Kijut od 13. června 2023                      | Robert Kijut od 13. června 2023         |
| Ministr zahraničí                                                                | Daur Kove 15. července 2020 – 17. listopadu 2021     | Daur Kove 15. července 2020 – 17. listopadu 2021     | Daur Kove 15. července 2020 – 17. listopadu 2021     | Inal Ardzinba 17. listopadu 2021 – 7. května 2024    | Inal Ardzinba 17. listopadu 2021 – 7. května 2024    | Inal Ardzinba 17. listopadu 2021 – 7. května 2024    | Inal Ardzinba 17. listopadu 2021 – 7. května 2024    | Inal Ardzinba 17. listopadu 2021 – 7. května 2024    | Irakli Tužba 7. května – 6. srpna 2024               | Sergej Šamba od 6. srpna 2024           |
| Ministr spravedlnosti                                                            | Anri Barcic od 6. července 2020                      | Anri Barcic od 6. července 2020                      | Anri Barcic od 6. července 2020                      | Anri Barcic od 6. července 2020                      | Anri Barcic od 6. července 2020                      | Anri Barcic od 6. července 2020                      | Anri Barcic od 6. července 2020                      | Anri Barcic od 6. července 2020                      | Anri Barcic od 6. července 2020                      | Anri Barcic od 6. července 2020         |
| Ministr financí                                                                  | Vladimir Dělba od 28. dubna 2020                     | Vladimir Dělba od 28. dubna 2020                     | Vladimir Dělba od 28. dubna 2020                     | Vladimir Dělba od 28. dubna 2020                     | Vladimir Dělba od 28. dubna 2020                     | Vladimir Dělba od 28. dubna 2020                     | Vladimir Dělba od 28. dubna 2020                     | Vladimir Dělba od 28. dubna 2020                     | Vladimir Dělba od 28. dubna 2020                     | Vladimir Dělba od 28. dubna 2020        |
| Ministr hospodářství                                                             | Kristina Ozganová od 4. května 2020                  | Kristina Ozganová od 4. května 2020                  | Kristina Ozganová od 4. května 2020                  | Kristina Ozganová od 4. května 2020                  | Kristina Ozganová od 4. května 2020                  | Kristina Ozganová od 4. května 2020                  | Kristina Ozganová od 4. května 2020                  | Kristina Ozganová od 4. května 2020                  | Kristina Ozganová od 4. května 2020                  | Kristina Ozganová od 4. května 2020     |
| Ministr školství a jazykové politiky                                             | Inal Gablija od 19. června 2020                      | Inal Gablija od 19. června 2020                      | Inal Gablija od 19. června 2020                      | Inal Gablija od 19. června 2020                      | Inal Gablija od 19. června 2020                      | Inal Gablija od 19. června 2020                      | Inal Gablija od 19. června 2020                      | Inal Gablija od 19. června 2020                      | Inal Gablija od 19. června 2020                      | Inal Gablija od 19. června 2020         |
| Ministr kultury                                                                  | Gudisa Agrba 5. června 2020 – 11. února 2022         | Gudisa Agrba 5. června 2020 – 11. února 2022         | Gudisa Agrba 5. června 2020 – 11. února 2022         | Gudisa Agrba 5. června 2020 – 11. února 2022         | Gudisa Agrba 5. června 2020 – 11. února 2022         | Dinara Smyrová 11. února 2022 – 6. dubna 2022        | Daur Kove 6. dubna 2022 – 30. října 2023             | Daur Kove 6. dubna 2022 – 30. října 2023             | Dinara Smyrová od 30. října 2023                     | Dinara Smyrová od 30. října 2023        |
| Ministr zdravotnictví                                                            | Tamaz Cachnakija 29. dubna 2020 – 11. května 2021    | Tamaz Cachnakija 29. dubna 2020 – 11. května 2021    | Tamaz Cachnakija 29. dubna 2020 – 11. května 2021    | Eduard Butba od 11. května 2021                      | Eduard Butba od 11. května 2021                      | Eduard Butba od 11. května 2021                      | Eduard Butba od 11. května 2021                      | Eduard Butba od 11. května 2021                      | Eduard Butba od 11. května 2021                      | Eduard Butba od 11. května 2021         |
| Ministr daní a poplatků                                                          | Daur Kurmazija 30. dubna 2020 – 4. února 2021        | Daur Kurmazija 30. dubna 2020 – 4. února 2021        | Merab Logva 4. února – 11. května 2021               | Džansuch Nanba 11. května 2021 – 12. srpna 2022      | Džansuch Nanba 11. května 2021 – 12. srpna 2022      | Džansuch Nanba 11. května 2021 – 12. srpna 2022      | Merab Logva 12. – 19. srpna 2022                     | Michail Gabelija od 19. srpna 2022                   | Michail Gabelija od 19. srpna 2022                   | Michail Gabelija od 19. srpna 2022      |
| Ministr pro mimořádné situace                                                    | Lev Kvicinija od 29. dubna 2020                      | Lev Kvicinija od 29. dubna 2020                      | Lev Kvicinija od 29. dubna 2020                      | Lev Kvicinija od 29. dubna 2020                      | Lev Kvicinija od 29. dubna 2020                      | Lev Kvicinija od 29. dubna 2020                      | Lev Kvicinija od 29. dubna 2020                      | Lev Kvicinija od 29. dubna 2020                      | Lev Kvicinija od 29. dubna 2020                      | Lev Kvicinija od 29. dubna 2020         |
| Ministr zemědělství                                                              | Beslan Džopva od 19. června 2020                     | Beslan Džopva od 19. června 2020                     | Beslan Džopva od 19. června 2020                     | Beslan Džopva od 19. června 2020                     | Beslan Džopva od 19. června 2020                     | Beslan Džopva od 19. června 2020                     | Beslan Džopva od 19. června 2020                     | Beslan Džopva od 19. června 2020                     | Beslan Džopva od 19. června 2020                     | Beslan Džopva od 19. června 2020        |
| Ministr sociálních věcí a politiky demografie                                    | Ruslan Adžba od 29. dubna 2020                       | Ruslan Adžba od 29. dubna 2020                       | Ruslan Adžba od 29. dubna 2020                       | Ruslan Adžba od 29. dubna 2020                       | Ruslan Adžba od 29. dubna 2020                       | Ruslan Adžba od 29. dubna 2020                       | Ruslan Adžba od 29. dubna 2020                       | Ruslan Adžba od 29. dubna 2020                       | Ruslan Adžba od 29. dubna 2020                       | Ruslan Adžba od 29. dubna 2020          |
| Ministr turistického ruchu                                                       | Teimuraz Chižba od 12. května 2020                   | Teimuraz Chižba od 12. května 2020                   | Teimuraz Chižba od 12. května 2020                   | Teimuraz Chižba od 12. května 2020                   | Teimuraz Chižba od 12. května 2020                   | Teimuraz Chižba od 12. května 2020                   | Teimuraz Chižba od 12. května 2020                   | Teimuraz Chižba od 12. května 2020                   | Teimuraz Chižba od 12. května 2020                   | Teimuraz Chižba od 12. května 2020      |
| Předsedové státních komisí a výborů:                                             |                                                      |                                                      |                                                      |                                                      |                                                      |                                                      |                                                      |                                                      |                                                      |                                         |
| Předseda Státního výboru mládeže a sportu                                        | Džamal Gubaz od 21. května 2020                      | Džamal Gubaz od 21. května 2020                      | Džamal Gubaz od 21. května 2020                      | Džamal Gubaz od 21. května 2020                      | Džamal Gubaz od 21. května 2020                      | Džamal Gubaz od 21. května 2020                      | Džamal Gubaz od 21. května 2020                      | Džamal Gubaz od 21. května 2020                      | Džamal Gubaz od 21. května 2020                      | Džamal Gubaz od 21. května 2020         |
| Předseda Státního výboru norem a spotřebitelského a technického dohledu          | Galust Trapizonjan 27. května 2020 – 18. dubna 2022  | Galust Trapizonjan 27. května 2020 – 18. dubna 2022  | Galust Trapizonjan 27. května 2020 – 18. dubna 2022  | Galust Trapizonjan 27. května 2020 – 18. dubna 2022  | Galust Trapizonjan 27. května 2020 – 18. dubna 2022  | Galust Trapizonjan 27. května 2020 – 18. dubna 2022  | Narsou Sangulija od 18. dubna 2022                   | Narsou Sangulija od 18. dubna 2022                   | Narsou Sangulija od 18. dubna 2022                   | Narsou Sangulija od 18. dubna 2022      |
| Předseda Státního statistického výboru                                           | Kama Gogijová od 20. května 2020                     | Kama Gogijová od 20. května 2020                     | Kama Gogijová od 20. května 2020                     | Kama Gogijová od 20. května 2020                     | Kama Gogijová od 20. května 2020                     | Kama Gogijová od 20. května 2020                     | Kama Gogijová od 20. května 2020                     | Kama Gogijová od 20. května 2020                     | Kama Gogijová od 20. května 2020                     | Kama Gogijová od 20. května 2020        |
| Předseda Státního výboru správy státního majetku a privatizace                   | Beslan Kubrava od 22. července 2020                  | Beslan Kubrava od 22. července 2020                  | Beslan Kubrava od 22. července 2020                  | Beslan Kubrava od 22. července 2020                  | Beslan Kubrava od 22. července 2020                  | Beslan Kubrava od 22. července 2020                  | Beslan Kubrava od 22. července 2020                  | Beslan Kubrava od 22. července 2020                  | Beslan Kubrava od 22. července 2020                  | Beslan Kubrava od 22. července 2020     |
| Předseda Státního celního výboru                                                 | Guram Inapšba 22. července 2020 – 10. února 2021     | Guram Inapšba 22. července 2020 – 10. února 2021     | Otar Checija od 12. února 2021                       | Otar Checija od 12. února 2021                       | Otar Checija od 12. února 2021                       | Otar Checija od 12. února 2021                       | Otar Checija od 12. února 2021                       | Otar Checija od 12. února 2021                       | Otar Checija od 12. února 2021                       | Otar Checija od 12. února 2021          |
| Předseda Státního výboru repatriace                                              | Vadim Charazija od 21. května 2020                   | Vadim Charazija od 21. května 2020                   | Vadim Charazija od 21. května 2020                   | Vadim Charazija od 21. května 2020                   | Vadim Charazija od 21. května 2020                   | Vadim Charazija od 21. května 2020                   | Vadim Charazija od 21. května 2020                   | Vadim Charazija od 21. května 2020                   | Vadim Charazija od 21. května 2020                   | Vadim Charazija od 21. května 2020      |
| Předseda Státního výboru ekologie                                                | Savelij Čitanava od 20. května 2020                  | Savelij Čitanava od 20. května 2020                  | Savelij Čitanava od 20. května 2020                  | Savelij Čitanava od 20. května 2020                  | Savelij Čitanava od 20. května 2020                  | Savelij Čitanava od 20. května 2020                  | Savelij Čitanava od 20. května 2020                  | Savelij Čitanava od 20. května 2020                  | Savelij Čitanava od 20. května 2020                  | Savelij Čitanava od 20. května 2020     |
| Předseda Státního výboru telekomunikace, masové komunikace a digitálního rozvoje | Beslan Chalvaš od 20. května 2020                    | Beslan Chalvaš od 20. května 2020                    | Beslan Chalvaš od 20. května 2020                    | Beslan Chalvaš od 20. května 2020                    | Beslan Chalvaš od 20. května 2020                    | Beslan Chalvaš od 20. května 2020                    | Beslan Chalvaš od 20. května 2020                    | Beslan Chalvaš od 20. května 2020                    | Beslan Chalvaš od 20. května 2020                    | Beslan Chalvaš od 20. května 2020       |